# 노트르담 대성당 (오타와)
오타와 노트르담 대성당(프랑스어: basilique-cathédrale Notre-Dame d’Ottawa) 또는 노트르담 대성당(영어: Notre-Dame Cathedral Basilica)은 캐나다 오타와의 로어타운 인근 서섹스 드라이브 385 거리에 있는 로마 가톨릭교회 성당이다. 1990년 캐나다의 국가 유적지로 공식 지정되었다.